# Адам Черниговский
Адам Черниговский (также — Ада́м Зерни́кав, лат. Adam(o) Zoernikav, нем. Adam Zernikaw; 21 сентября 1652, Кёнигсберг — 1692/1693) — украинский богослов и апологет, перешедший из лютеранской веры в православие.

## Биография
Адам Зерникав родился в Кёнигсберге в семье ювелиров. Отец из Голштинии, по происхождению славянин, золотых дел мастер. Мать — немка, урождённая Фамм, дочь кёнигсбергского ювелира. Его отец умер, когда Адаму было всего 6 лет, и его воспитывал отчим-ювелир Гофман. В 14 лет он потерял мать и хотел оставить школу, но, оценив его способности, учителя убедили Адама продолжать курс обучения, а затем поступить и в Кёнигсбергский университет (Альбертину).
Прослушав в Кёнигсбергском университете курс философии, он занялся теологией под руководством профессоров Дрейера и Зедлера. Они были известны весьма критичным отношением к традиционным протестантским течениям, в частности, лютеранству, и прививали интерес к авторитету восточной, то есть православной церкви, а также отстаивали положения Вселенских соборов и святоотеческой книжности. По всей видимости, в Альбертине Адам впервые заинтересовался православием и смог прочитать изданное Митрофанием Критопулом в первой половине XVII ст. в Хельмштадте «Исповедание греческой церкви» (издание Горнея, 1661 г.), которое оказало влияние на воззрения Адама: он пошатнулся в своих реформаторских убеждениях и решился добиться точного знания учения первых веков церкви.
Расположившийся долгим чтением к принятию истин восточной церкви, он искал возможности пробраться в Россию, «которая тогда не имела наук, но много благоприятствовала искусствам», как позднее он написал в своей автобиографии. С целью быть полезным в России он, кроме римского права, занялся математическими и военными науками, но главными для него были основы православного вероучения и он с увлечением изучал сочинения отцов восточной церкви, оказавшиеся в собрании книг одного лютеранского пастора. Узнав, что в Оксфорде находятся во множестве творения отцов восточной церкви, как в рукописях, так и в отдельных изданиях, Адам поехал в 1677 году в Англию, в Оксфорд и Лондон, чтобы воспользоваться тамошними богатыми библиотеками. В 1678 году он переехал в Париж, работал в библиотеке местного университета, а в следующем году предпринял путешествие в Италию. Библиотеки Рима стали последним местом его духовных поисков.
Адам попробовал найти в Италии спутников для поездки на восток, и, не найдя, решился ехать самостоятельно. Через Вену и Варшаву, он проехал в Вильно, где прожил зиму. Там он познакомился с неким «старым православным священником», который, узнав о его желании ехать в Гетманщину, дал Адаму рекомендательное письмо к архиепископу Черниговскому Лазарю. С этим письмом в 1680 году Адам явился в Чернигов к подвижнику Православия на Украине Лазарю Барановичу и открыл ему свое намерение присоединиться к Православию и ехать в Москву. Но архипастырь посоветовал прежде изучить русский язык. Узнав же, что Адам изучал и военные науки, он рекомендовал его гетману Самойловичу, с целью удержать в Гетманщине. Готовясь соединиться с Православной Церковью, Адам как исповедание своей веры написал опровержение догматов протестантства. При этом он составил и опровержение доводов польского католика Цеховского о происхождении Святого Духа. Кроме того, в это же время он обработал трактат «О крещении». Писал Адам и записки политического содержания. 20 сентября 1680 года он был причислен к православным верующим; примечательно, что символ веры при священнодействии он произнес на латинском языке, но без вставки католического «филиокве».
Будучи православным он прибыл в Киев, где настоятель лавры, архимандрит Иннокентий Гизель, тоже уроженец Кёнигсберга, сблизился с ним. Прожив некоторое время в Киеве, он вернулся в Чернигов, а оттуда, вместе с Димитрием, будущим митрополитом Ростовским, направился в Батурин, где представлялся гетману Самойловичу и поступил к нему на службу по инженерной части.
С 9 января 1681 года Адам поселился в Батурине и, в ожидании летней военной кампании, могущей угрожать Батурину нашествием турецко-крымскотатарского войска, составил проект оборонительного укрепления города по правилам немецкой фортификации. Одновременно с этим Адам в 1682 г. составил на латинском языке трактат «О происхождении Святого Духа от единого Отца» («De processione Spiritus Sancti a suo Patre»). Главное достоинство этой книги состояло в том, что она содержала подробные выписки из трудов святых отцов первых 10-ти веков христианства, а также все возможные богословские доводы и опровержение католического учения об исхождении Святого Духа «и от Сына». Адам обличил католических богословов в подлоге и намеренной порче древних книг. В честь составителю должно указать, что все богословские споры он разбирал без ожесточения на противников и без бранных слов. Слог латинского языка в трактате Зерникава чист и плавен. Благодаря несомненным достоинствам трактат «О происхождении Святого Духа от единого Отца» был распространён во множестве копий переписчиками и использовался в качестве учебного пособия в православлных духовных училищах, в частности, в коллегиумах. Эта его работа была напечатана митрополитом Киевскиим Самуилом (Миславским) на латинском языке, причём в Кёнигсбергской типографии. Архиепископ Славянский Евгений (Булгарис), прочитав это сочинение, пришёл в восторг от его содержания, и перевёл текст на греческий язык. В 1797 году по именному Повелению императрицы Екатерины II трактат Зерникава на греческом языке, также в двух частях, с многочисленными примечаниями архиепископа Евгения был напечатан в Санкт-Петербурге. Также по Указу императрицы Екатерины II киево-печерский иеромонах Иероним (Концевич) сделал перевод трактата на русский язык. Можно отметить, что и по сей день сочинение Адама Зерникава «О происхождении Святого Духа от единого Отца» является ценным пособием для богословов, как свод умело и внимательно собранного материала.
Закончив свой труд, Адам решил ехать в Москву служить царю Федору Алексеевичу, но смерть этого государя разрушила его мечты. Тем не менее, в 1683 году Адам побывал в Москве, в России, о которой он так мечтал, но понял, что никак уже не сможет устроить свою жизнь на новом месте. Вернувшись в Гетманщину, он написал в виде исповеди дошедшую до нас «Автобиографическую записку», сдал свои труды в библиотеку киевских митрополитов, а сам постригся в монахи. Пленившись спокойствием жизни в Чернигове, он назвал себя черниговцем (Zernikaw). Это совершилось, вероятно, осенью 1683 года, потому что автобиография оканчивается 21 сентября этого же года. Его исследование, хранившееся в библиотеке Киевской духовной академии, было напечатано только в 1774 г. и 1776 г. в Кенигсберге иждивением киевского митрополита Самуила (Миславского), с биографией автора. Евгений Булгар перевел его на греческий язык, пополнил многими примечаниями и напечатал в Санкт-Петербурге (1797 г., 2 ч.) на иждивение Кабинета при императрице Екатерине II. Императрица поручила иеромонаху Иерониму Копцевичу перевести книгу на русский язык. Перевод был изготовлен, но не был тогда напечатан.
Скорее всего он жил в Батуринском монастыре Архивная копия от 17 декабря 2021 на Wayback Machine, где и скончался в 1692 году.

## Труды
- Об исхождении Святого Духа от Одного только Отца. Том 1. — Почаев, 1902
- Об исхождении Святого Духа от Одного только Отца. Том 2. — Житомир, 1906